# Klinikum Worms

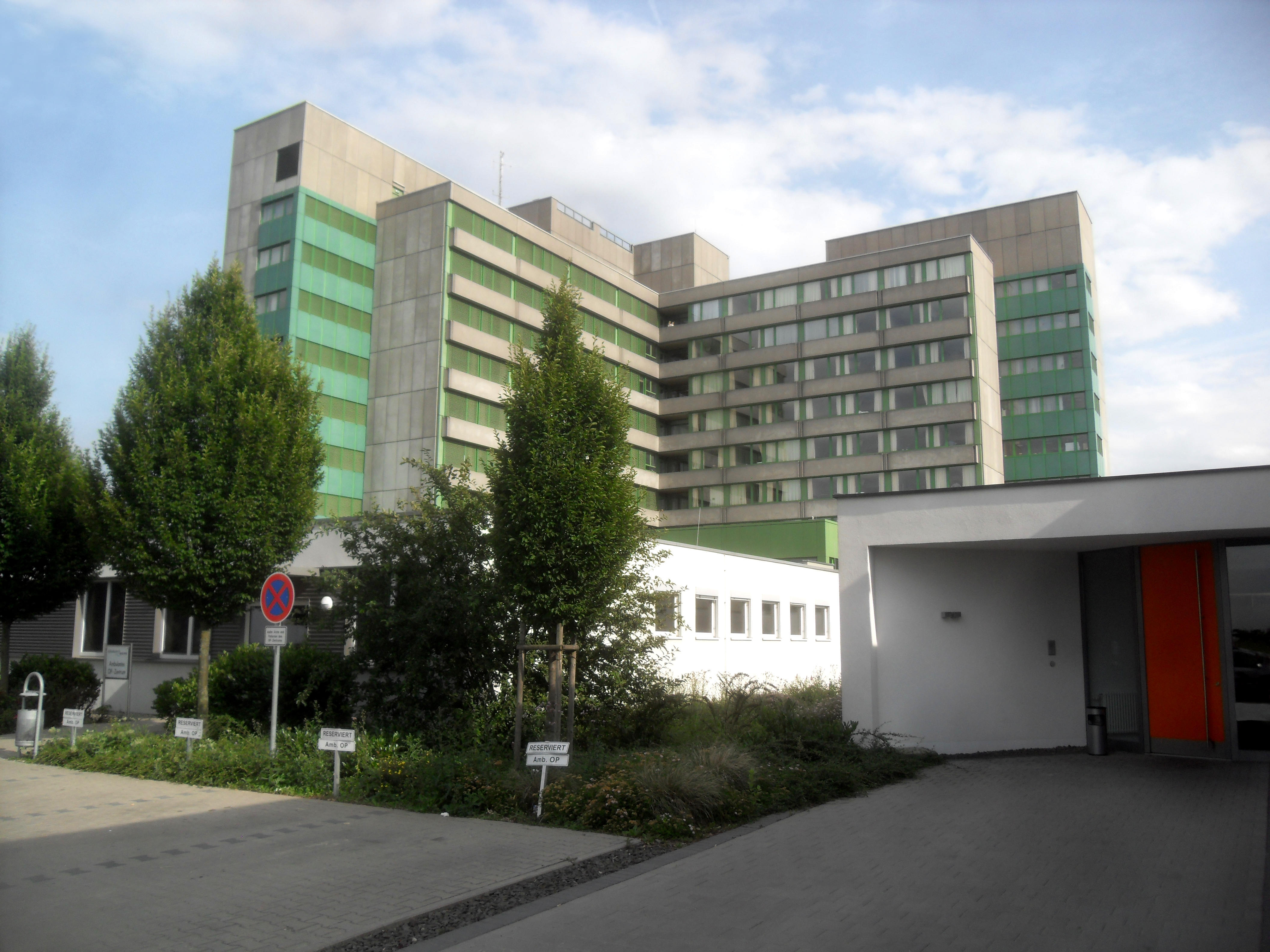
Das Hauptgebäude des Klinikums Worms

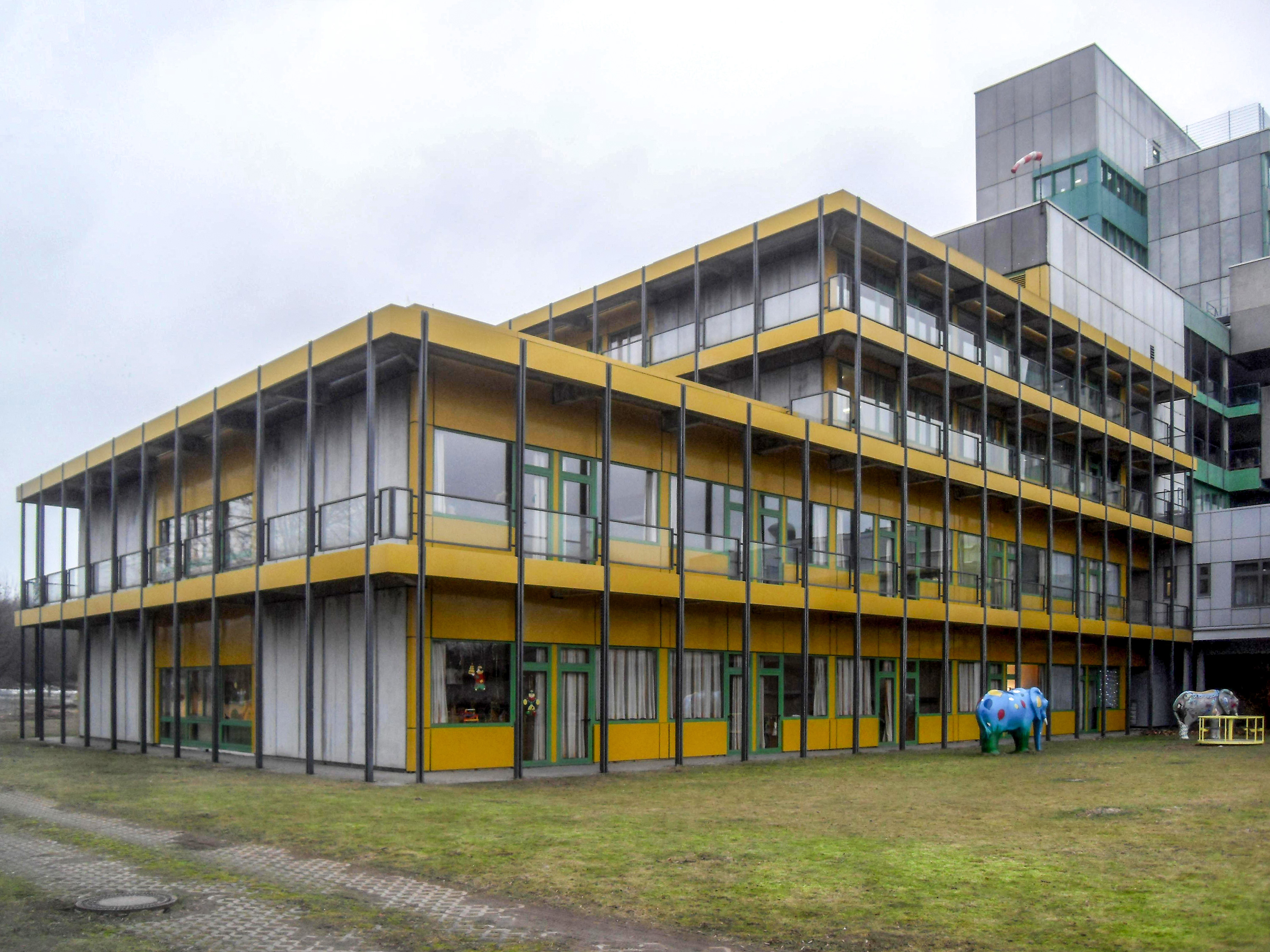
Die Klinik für Kinder- und Jugendmedizin

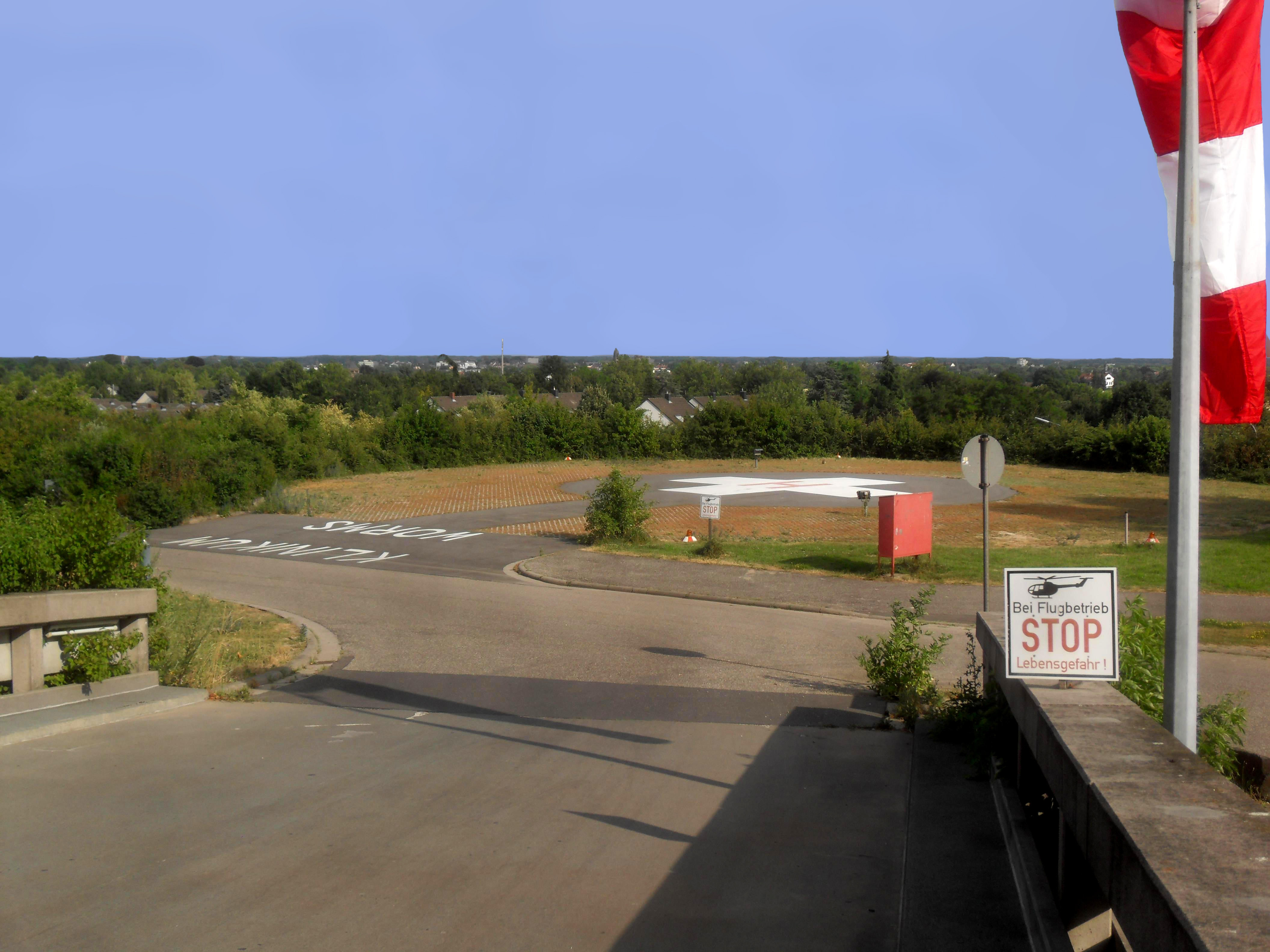
Der Hubschrauberlandeplatz des Klinikums Worms

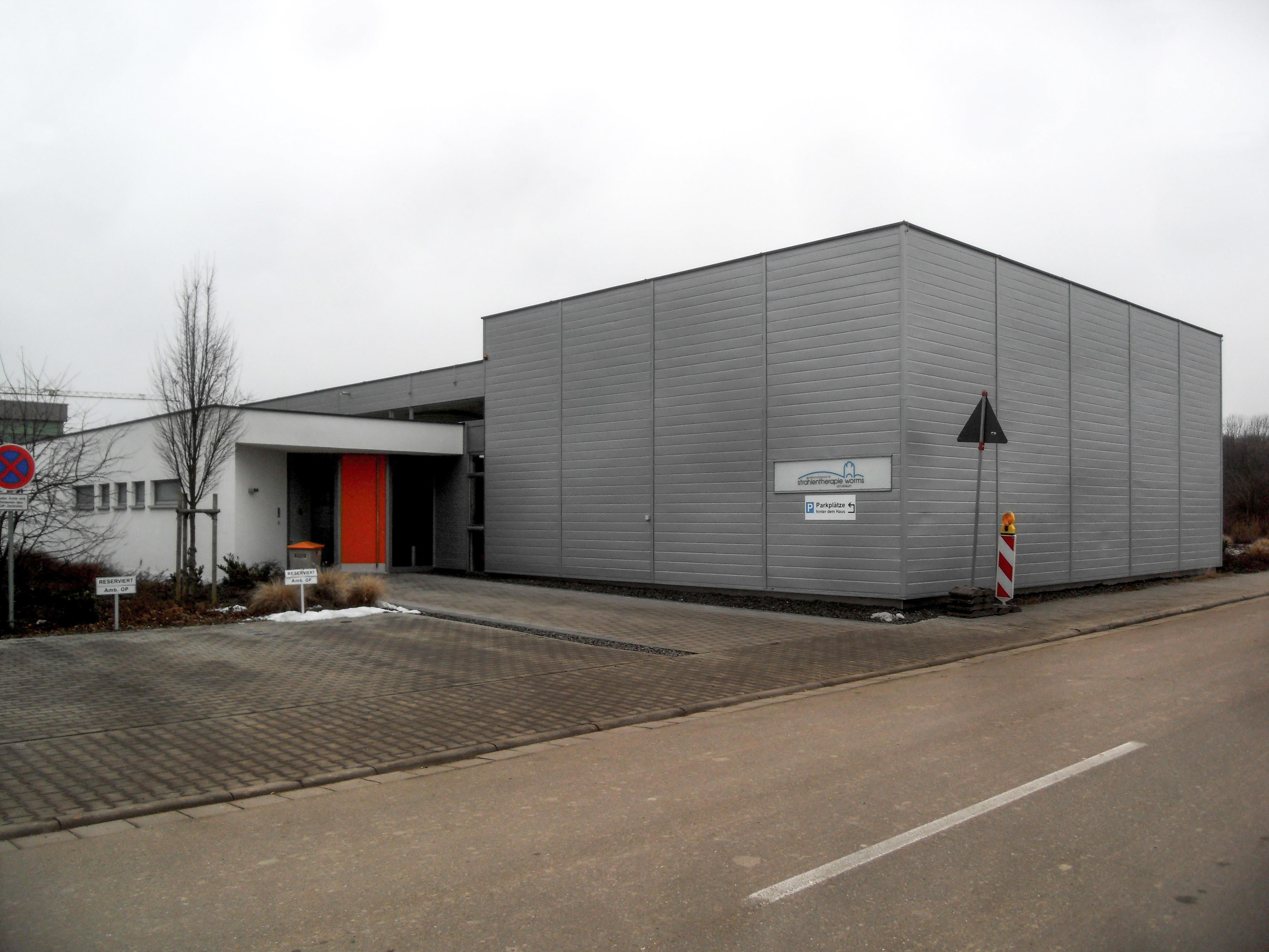
Die Praxis für Strahlentherapie

Das Klinikum Worms ist ein Krankenhaus der Schwerpunktversorgung mit Sitz in Worms.

## Geschichte
Bis 1888 wurde die Krankenversorgung in Worms durch eine Reihe kleinerer Einrichtungen sichergestellt, etwa das Bürgerhospital, das dort stand, wo sich heute das Amtsgericht Worms am Obermarkt befindet, das Hochstift oder das 1869 als „Station“ von Niederbronner Schwestern eröffnete Martinsstift. Letzteres war ab 1894 auch ein Krankenhaus und arbeitete bis 1978. Weiter gab es das Sophienhaus, eine evangelische Privatklinik, und das Mathildenheim, das auf Entbindungen spezialisiert war. Diese kleineren Einrichtungen reichten aber für die schnell wachsende Stadt in der zweiten Hälfte des 19. Jahrhunderts nicht mehr aus, so dass auf einem Gelände am damals nördlichen Stadtrand an der Mainzer Straße ein Stadtkrankenhaus errichtet wurde (heute: Hans-Dörr-Park). Es nahm am 14. Oktober 1888 seinen Betrieb auf.
Das neue Gebäude entstand am damals nördlichen Stadtrand als Dreiflügelanlage nach Plänen des Stadtbaumeisters Karl Hofmann im Stil der Neorenaissance. Der Mittelflügel erstreckte sich entlang der Mainzer Straße, zwei Seitenflügel jeweils entlang der Johanniterstraße und des Pfortenrings. In der Mittelachse der Anlage stand, rückwärtig im Park als eigener Pavillon, die Krankenhausapotheke.  Das Haus hatte zunächst 105 Betten und wurde ab 1905 mehrfach erweitert. 1902 wurde hier durch den Klinikdirektor Lothar Heidenhain erstmals erfolgreich ein Zwerchfellbruch operiert. 1912 erhielt es eine eigene Abteilung für Innere Medizin. In den 1920er Jahren hatte das Krankenhaus bereits 270 Betten und bis zum Ausbruch des Zweiten Weltkriegs waren Stationen für Hals-Nasen-Ohren-Heilkunde, Augenheilkunde sowie Haut- und Geschlechtskrankheiten hinzugekommen. Es hatte nun 800 Betten. Im Zweiten Weltkrieg wurde das Krankenhaus durch die Luftangriffe auf Worms zwar beschädigt, konnte aber mit etwa 2/3 seiner Kapazität weiter arbeiten. 1946 übernahm Hans Dörr das Krankenhaus und leitete den Wiederaufbau. Neu hinzu kam eine Kinderklinik und dann in den 1960er Jahren eine Anästhesie und eine Pathologie. Letzte Erweiterung am alten Standort war 1976 eine nuklearmedizinische Abteilung.
1976 wurde der Grundstein für den Neubau in der Gabriel-von-Seidl-Straße auf der Herrnsheimer Höhe bei Worms-Herrnsheim nahe Worms-Hochheim gelegt. Am 3. Juni 1981 erfolgte der Umzug des Krankenhauses. Im September 1981 weihte Sozialminister Rudi Geil das Stadtkrankenhaus dann offiziell ein. Das historische Gebäude an der Mainzer Straße wurde abgerissen. Nur der historische Eisenzaun, der das Gelände umschloss, ist weitgehend erhalten. Etwas mehr als die Hälfte des Krankenhausgeländes blieb unbebaut und wurde zum Hans-Dörr-Park.
1994 wurde die Augenklinik geschlossen, die seit 1943 bestanden hatte. 1995 eröffnete die Orthopädische Klinik.
Im Jahr 2000 erfolgte die Umwandlung in eine Gemeinnützige GmbH und am 1. Januar 2007 die Umbenennung in Klinikum Worms. 2006 wurde die Klinik um einen Neubau für die Strahlentherapie erweitert. 2008 bis 2009 wurde ein neuer Kernspintomograph (MRT) in Betrieb genommen und die digitalen Röntgenbildverarbeitung (PACS) eingeführt. Zudem wurden Küche und Spülküche komplett saniert. Ende 2009 erwarb das Klinikum den OP-Roboter Da Vinci SHD System, der in der Urologie, Gynäkologie und Viszeralchirurgie Anwendung findet. 2012 folgte die Inbetriebnahme eines neuen Herzkatheterlabors und eines neuen Computertomographen (CT).
Am 1. April 2015 erfolgte die Übernahme des Evangelischen Krankenhauses Hochstift Worms und die damit einhergehende Etablierung einer Klinik für Geriatrie.

## Funktionen
Es ist akademisches Lehrkrankenhaus der Johannes Gutenberg-Universität Mainz und verfügt über 696 Betten, verteilt auf 12 Hauptfachabteilungen sowie eine Belegabteilung. Mit über 2.000 Mitarbeitern werden jährlich rund 30.000 Patienten stationär und über 40.000 ambulant behandelt. Das Klinikum Worms gehört damit zu den fünf größten Krankenhäusern in Rheinland-Pfalz.
Als Schwerpunktversorgung sind im Rahmen des Krankenhauszielplanes die Geburtshilfe, die Unfallchirurgie, die Kardiologie, die Neurologie mit Schlaganfall-Spezialstation (Stroke Unit) und die Gastroenterologie ausgewiesen. Darüber hinaus ist das Klinikum Worms als Perinatalzentrum der höchsten Versorgungsstufe (Level 1 für extrem untergewichtige Neu- und Frühgeborene) sowie Diabetologisches Zentrum ausgewiesen. Zusätzlich ist das Klinikum als Onkologisches Zentrum, Brust-, Darm- und Prostatazentrum sowie Gynäkologisches Krebszentrum und Traumazentrum zertifiziert. Hinzu kommen eine zertifizierte Chest Pain Unit und Heart Failure Unit.
Ebenfalls zum Klinikum Worms gehören ein Medizinisches Versorgungszentrum (MVZ) und ein ambulantes Operationszentrum mit drei voll ausgestatteten modernen Operationssälen. Hinzu kommt die ans Klinikum angeschlossene Strahlentherapie-Praxis, die von niedergelassenen Ärzten betrieben wird. Die Ärztliche Bereitschaftspraxis der niedergelassenen Ärzte für Worms befindet sich ebenfalls im Klinikum Worms.

## Abteilungen
- Medizinische Klinik I (Kardiologie und Angiologie)
- Medizinische Klinik II (Gastroenterologie, Hepatologie, Diabeto- und Onkologie, Endokrinologie und Hämatologie)
- Medizinische Klinik III (Geriatrie)
- Klinik für Allgemein-, Viszeral- und Thoraxchirurgie
- Zentrum für Unfallchirurgie, Orthopädie und Handchirurgie
- Klinik für Urologie und Kinderurologie
- Klinik- für Kinder- und Jugendmedizin
- Klinik für Gynäkologie und Geburtshilfe, Brustzentrum, Perinatalzentrum Level I
- Klinik für Anästhesie und Intensivmedizin
- Klinik für Neurologie
- Klinik für Hals-, Nasen- und Ohrenheilkunde (Belegabteilung)
- Institut für diagnostische und interventionelle Radiologie
- Institut für Pathologie

## Leitung
Das Direktorium des Klinikum Worms besteht aus:
- Bernhard Büttner, Geschäftsführer und Verwaltungsdirektor
- Florian Busse, stellvertretender Verwaltungsdirektor
- Prof. Dr. Jens Jung, Ärztlicher Direktor
- PD Dr. Markus Hirschburger, stellvertretender Ärztlicher Direktor
- Brigitte Ahrens-Frieß, Pflegedirektorin
- Hiltrud Tillmann, stellvertretende Pflegedirektorin

Vorsitzender des Aufsichtsrats ist
- Adolf Kessel, Oberbürgermeister der Stadt Worms